# Kanurennsport-Weltmeisterschaften 1978
Die 14. Kanurennsport-Weltmeisterschaften fanden 1978 in Belgrad (Jugoslawien) statt.
Es wurden Medaillen in 18 Disziplinen des Kanurennsports vergeben: sechs Canadier und neun Kajak-Wettbewerbe der Männer sowie drei Kajak-Wettbewerbe der Frauen.

## Ergebnisse

### Männer

#### Canadier
| Event        | Gold                                | Zeit | Silber                                     | Zeit | Bronze                                      | Zeit |
| ------------ | ----------------------------------- | ---- | ------------------------------------------ | ---- | ------------------------------------------- | ---- |
| C-1 500 m    | Bulgarien Ljubomir Ljubenow         |      | Ungarn Gyula Hajdú                         |      | Sowjetunion Serhij Lymynowytsch             |      |
| C-1 1000 m   | Jugoslawien Matija Ljubek           |      | Ungarn Tamás Wichmann                      |      | Rumänien Ivan Patzaichin                    |      |
| C-1 10.000 m | Rumänien Ivan Patzaichin            |      | Ungarn Tamás Wichmann                      |      | Jugoslawien Matija Ljubek                   |      |
| C-2 500 m    | Ungarn László Foltán István Vaskuti |      | Sowjetunion Serhij Petrenko Pjotr Grigoris |      | Rumänien Gheorghe Simionov Toma Simionov    |      |
| C-2 1000 m   | Ungarn Tamás Buday Oszkár Frey      |      | Rumänien Gheorghe Simionov Toma Simionov   |      | Sowjetunion Serhij Postrjechin Juri Lobanow |      |
| C-2 10.000 m | Ungarn Tamás Buday István Vaskuti   |      | Rumänien Gheorghe Simionov Toma Simionov   |      | Sowjetunion Wiktor Worobiew Alexander Beli  |      |

#### Kajak
| Event        | Gold                                                                                 | Zeit | Silber                                                                            | Zeit | Bronze                                                                            | Zeit |
| ------------ | ------------------------------------------------------------------------------------ | ---- | --------------------------------------------------------------------------------- | ---- | --------------------------------------------------------------------------------- | ---- |
| K-1 500 m    | Rumänien Vasile Dîba                                                                 |      | Sowjetunion Uladsimir Parfjanowitsch                                              |      | DDR Peter Hempel                                                                  |      |
| K-1 1000 m   | DDR Rüdiger Helm                                                                     |      | Jugoslawien Milan Janić                                                           |      | Sowjetunion Witali Trukschin                                                      |      |
| K-1 10.000 m | Jugoslawien Milan Janić                                                              |      | Sowjetunion Nikolai Stepanenko                                                    |      | Ungarn István Joós                                                                |      |
| K-2 500 m    | DDR Rüdiger Helm Bernd Olbricht                                                      |      | Rumänien Nicușor Eșanu Ion Bîrlădeanu                                             |      | Sowjetunion Sergei Tschuchrai Uladsimir Tajnikau                                  |      |
| K-2 1000 m   | Sowjetunion Sergei Tschuchrai Uladsimir Tajnikau                                     |      | Norwegen Einar Rasmussen Olaf Søyland                                             |      | Ungarn István Szabó Zoltán Bakó                                                   |      |
| K-2 10.000 m | Ungarn Zoltán Bakó István Szabó                                                      |      | Frankreich Alain Lebas Jean-Paul Hanquier                                         |      | Rumänien Nicușor Eșanu Grigore Constantin                                         |      |
| K-4 500 m    | DDR Frank-Peter Bischof Bernd Duvigneau Roland Graupner Harald Marg                  |      | Spanien Herminio Menéndez José María Esteban José Ramón López Luis Gregorio Ramos |      | Polen Ryszard Oborski Daniel Wełna Grzegorz Kołtan Henryk Budzicz                 |      |
| K-4 1000 m   | DDR Bernd Olbricht Bernd Duvigneau Rüdiger Helm Harald Marg                          |      | Rumänien Nicușor Eșanu Ion Bîrlădeanu Mihai Zafiu Alexandru Giura                 |      | Spanien Herminio Menéndez José María Esteban José Ramón López Luis Gregorio Ramos |      |
| K-4 10.000 m | Sowjetunion Oleksandr Schaparenko Wladimir Morosow Sergej Nikolsky Alexander Awdejew |      | Polen Andrzej Klimaszewski Krzysztof Lepianka Zbigniew Torzecki Zdzisław Szubski  |      | Rumänien Cuprian Macarencu Ciobann Marian Stefan Popa Nicolae Țicu                |      |

### Frauen

#### Kajak
| Event     | Gold                                                           | Zeit | Silber                                                                       | Zeit | Bronze                                                                | Zeit |
| --------- | -------------------------------------------------------------- | ---- | ---------------------------------------------------------------------------- | ---- | --------------------------------------------------------------------- | ---- |
| K-1 500 m | Roswitha Eberl                                                 |      | Olga Makarowa                                                                |      | Maria Cosma                                                           |      |
| K-2 500 m | DDR Marion Rösiger Birgit Fischer                              |      | Sowjetunion Natalja Kalaschnikowa Nina Doroh                                 |      | Rumänien Agafia Orlov Nastasia Nichitov                               |      |
| K-4 500 m | DDR Marion Rösiger Birgit Fischer Carsta Genäuß Roswitha Eberl |      | Bulgarien Maria Mintscheva Wanja Geschewa Iliana Nikolowa Natascha Janakiewa |      | Rumänien Agafia Orlov Nastasia Nichitov Adriana Tarasov Nastasia Buri |      |

## Medaillenspiegel
| Rang   | Nation      | Gold | Silber | Bronze | Gesamt |
| ------ | ----------- | ---- | ------ | ------ | ------ |
| 1      | DDR         | 7    | –      | 1      | 8      |
| 2      | Ungarn      | 4    | 3      | 2      | 9      |
| 3      | Sowjetunion | 2    | 5      | 5      | 12     |
| 4      | Rumänien    | 2    | 4      | 7      | 13     |
| 5      | Jugoslawien | 2    | 1      | 1      | 4      |
| 6      | Bulgarien   | 1    | 1      | –      | 2      |
| 7      | Polen       | –    | 1      | 1      | 2      |
| 7      | Spanien     | –    | 1      | 1      | 2      |
| 9      | Norwegen    | –    | 1      | –      | 1      |
| 9      | Frankreich  | –    | 1      | –      | 1      |
| Gesamt | Gesamt      | 18   | 18     | 18     | 54     |